# Ås distrikt, Öland
Ås distrikt är ett distrikt i Mörbylånga kommun och Kalmar län på södra Öland. 
Distriktet ligger på Ölands sydspets. 

## Tidigare administrativ tillhörighet
Distriktet inrättades 2016 och utgörs av socknen Ås i Mörbylånga kommun.
Området motsvarar den omfattning Ås församling hade vid årsskiftet 1999/2000.